# Wings at the Speed of Sound
Wings at the Speed of Sound è il quinto album dei Wings, pubblicato nel 1976. Venne registrato durante il vasto tour mondiale a supporto del precedente album del gruppo.

## Origine e storia
Dopo una serie di concerti in Australia nel novembre 1975, i Wings si presero una pausa dalle fatiche del tour per passare le vacanze natalizie con le rispettive famiglie, e nel gennaio 1976 si ritrovarono agli Abbey Road Studios di Londra per iniziare a registrare Wings at the Speed of Sound. Si trattava della prima volta che McCartney incideva un album in Inghilterra sin dai tempi di Red Rose Speedway. Verso la fine di febbraio, l'album poteva dirsi completato, e i Wings si rituffarono nel giro di concerti.
All'epoca della registrazione di Wings at the Speed of Sound, McCartney riceveva critiche da più parti che gli rimproveravano di aver creato i Wings soltanto per promuovere se stesso. Così, egli incoraggiò ogni membro del gruppo a contribuire alla composizione del disco, fornendo anche dei brani da essi stessi composti, in modo da dimostrare che la band non era solo un gruppo di facciata. Per questo motivo sul disco sono presenti ben due brani cantati da Danny Laine (The Note You Never Wrote e Time to Hide, quest'ultimo di sua composizione), una canzone del chitarrista Jimmy McCulloch (Wino Junko) e ogni componente del gruppo ha in generale il suo momento da solista.
Wings at the Speed of Sound fu pubblicato a fine marzo atteso da grandi aspettative. Anche se le recensioni non furono positive come quelle di Band on the Run e Venus and Mars, il pubblicò dimostrò di gradire il nuovo disco, spedendo l'album alla seconda posizione in classifica in Australia, in Nuova Zelanda ed in Gran Bretagna, dove divenne il quarto disco più venduto del 1976. Inoltre l'LP divenne il maggior successo di McCartney nelle classifiche statunitensi, dove passò sette settimane in testa alla classifica degli album più venduti ed in Canada per otto settimane. In altri paesi ha raggiunto la terza posizione in Olanda, la quarta in Giappone, la settima in Svezia e l'ottava in Italia.
Gran parte del successo riscosso da Wings at the Speed of Sound può essere attribuito all'uscita del singolo Silly Love Songs (una risposta a quei critici che accusavano McCartney di scrivere troppe canzoni d'amore sdolcinate), pubblicato nell'aprile seguente. La canzone divenne uno dei singoli più venduti del 1976. A ciò si aggiunse anche il brano Let 'Em In, che scalò la classifica dei singoli anch'esso.
Nel 1993 è stato rimasterizzato e ristampato in formato compact disc come parte della serie "The Paul McCartney Collection", con l'aggiunta dei brani Walking in the Park with Eloise, Bridge on the River Suite, e Sally G (tutti registrati a Nashville nel 1974) come tracce bonus. L’album, dopo la versione del 2010, è stato nuovamente rimasterizzato nel 2014 in versione CD con qualità audio ulteriormente migliorata.

## Accoglienza
| Recensione                     | Giudizio |
| ------------------------------ | -------- |
| AllMusic                       | [ 6 ]    |
| Classic Rock                   | 7/10     |
| The Essential Rock Discography | 4/10     |
| MusicHound Rock                | [ 8 ]    |
| PopMatters                     | [ 9 ]    |
| Q                              | [ 10 ]   |
| Record Collector               | [ 11 ]   |
| The Rolling Stone Album Guide  | [ 12 ]   |
| The Village Voice              | B–       |
| Ondarock                       | [ 14 ]   |

L'album venne accolto da recensioni abbastanza tiepide. Uno dei critici della rivista Rolling Stone, arrivò a definire il disco una specie di concept album, descrivendolo come "una giornata con i coniugi McCartney". Il brano introduttivo, Let 'Em In, venne percepito come un invito per gli ascoltatori a partecipare alla vita dei McCartney in un giorno di fantasia, con la spiegazione della loro filosofia di vita (Silly Love Songs), una pausa per la cena (Cook of the House), e la possibilità di conoscere anche gli amici della coppia (Denny Laine in The Note You Never Wrote, Jimmy McCulloch in Wino Junko, ecc.). Taluni critici arrivarono ad indicare in dischi proprio come Wings at the Speed of Sound le ragioni della necessaria nascita del punk a rivitalizzare una scena rock divenuta ormai stagnante.
Il disco viene complessivamente considerato un disco di pop molto leggero, con cadute di tono quando non è McCartney a fare la parte del leone, come nelle deboli interpretazioni vocali offerte dal batterista Joe English nel brano Must Do Something About It, e da Linda McCartney in Cook of the House, brano dal testo conservatore (la donna che si realizza in cucina). Altri invece hanno messo in rilievo come il disco contenesse comunque "quel quartetto di brani memorabili, immancabili nelle produzioni di Paul".

## Tracce
Tutti i brani sono opera di Paul McCartney, eccetto dove indicato.

### Lato A
1. Let 'Em In – 5:10
2. The Note You Never Wrote – 4:19
3. She's My Baby – 3:06
4. Beware My Love – 6:27
5. Wino Junko – 5:19 (Jimmy McCulloch, Colin Allen)

### Lato B
1. Silly Love Songs – 5:53
2. Cook of The House – 2:37
3. Time To Hide – 4:32 (Denny Laine)
4. Must Do Something About It – 3:42
5. San Ferry Anne – 2:06
6. Warm and Beautiful – 3:12

### Tracce Bonus - Edizione rimasterizzata del 1993
1. Walking in the Park with Eloise (Singolo accreditato ai "The Country Hams", 18/9/1974) - 3:10
2. Bridge On The River Suite (Lato B di Walking In The Park With Eloise) - 3:10
3. Sally G (Lato B del singolo Junior's Farm, 25/9/1974) - 3:40

## Formazione

### Gruppo
- Paul McCartney - voce, basso, tastiere, contrabbasso, chitarra acustica e elettrica
- Linda McCartney - tastiere, cori
- Denny Laine - voce, chitarra acustica e elettrica, basso acustico e elettrico, cori
- Jimmy McCulloch - voce, chitarra elettrica e acustica, cori
- Joe English - batteria, percussioni, cori

### Altri musicisti
- Howie Casey - sassofono
- Steve Howard - tromba, flicorno
- Thaddeus Richard - saxofono, clarinetto, flauto
- Tony Dorsey - trombone
- George Tidwell – tromba